# Loreley-Dickkopffalter

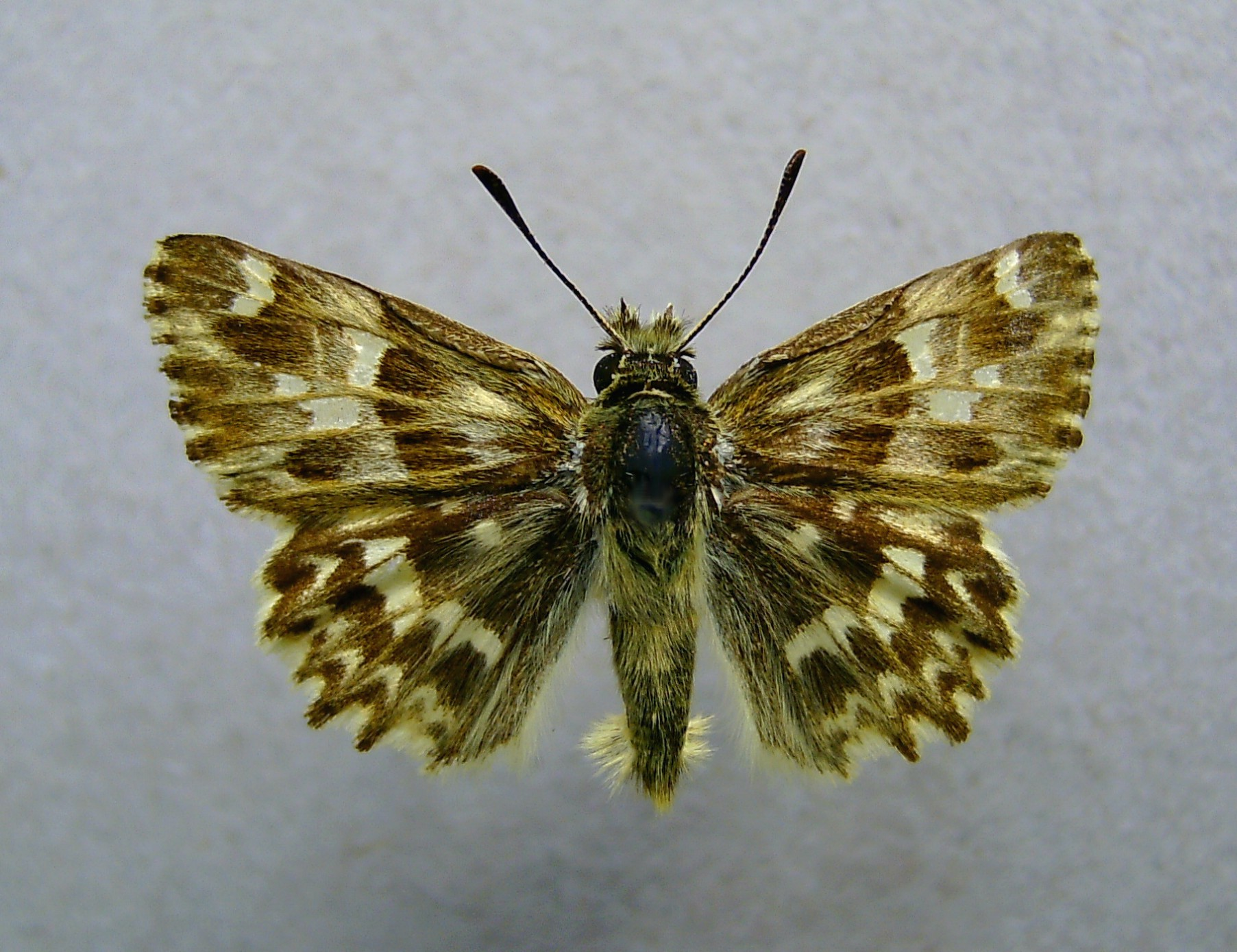
Loreley-Dickkopffalter, Präparat

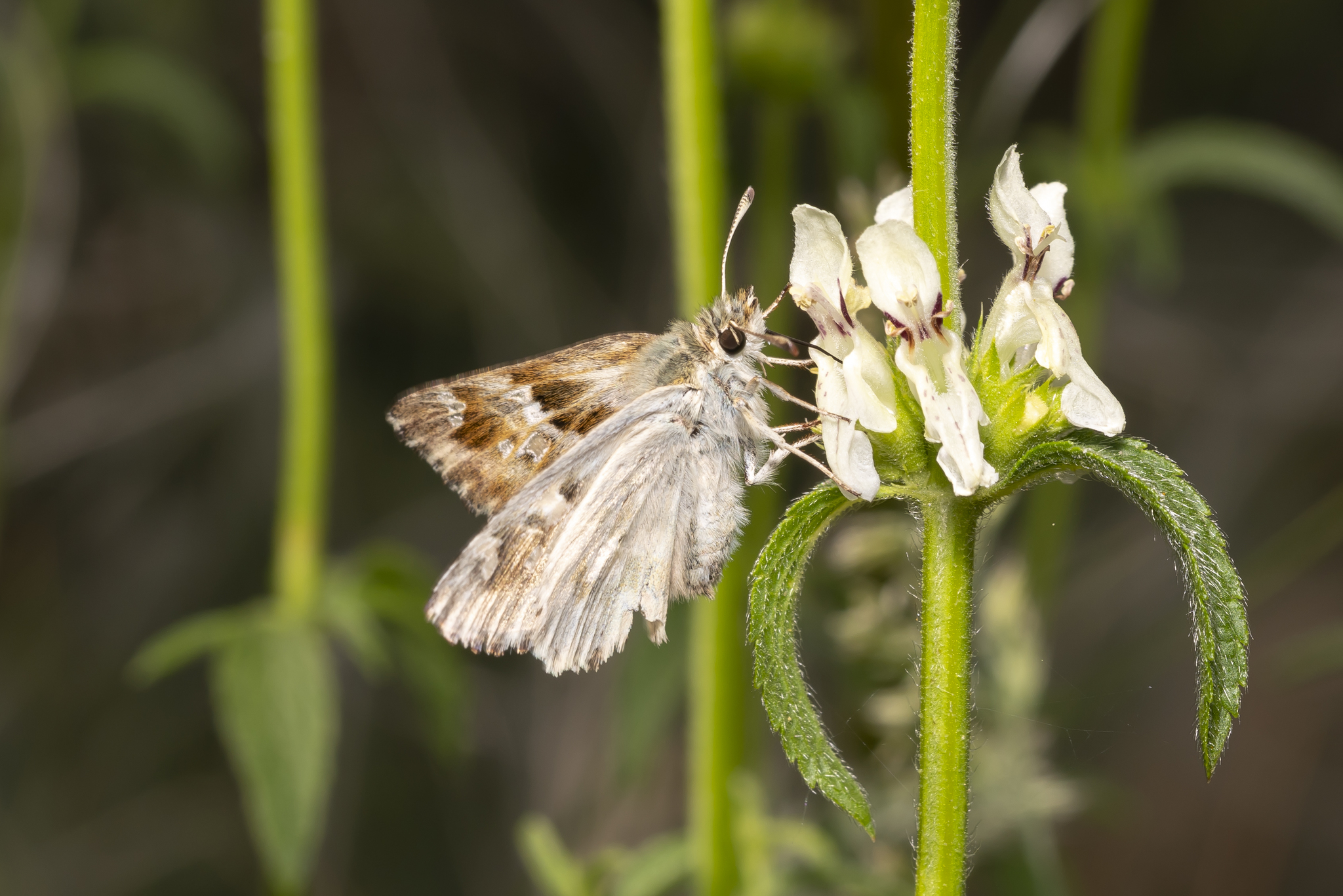
Falter saugt an einer Blüte des Aufrechten Ziest (Stachys recta)

Der Loreley-Dickkopffalter (Muschampia lavatherae, Syn. Carcharodus lavatherae), auch Ziest-Dickkopffalter, Bergziest-Dickkopffalter oder Grünlicher Dickkopffalter genannt, ist ein Schmetterling aus der Familie der Dickkopffalter (Hesperiidae).

## Merkmale

### Falter
Die Falter erreichen eine Flügelspannweite von 25 bis 32 Millimetern. Ihre Flügeloberseiten haben eine grünlichbraune oder gelblichbraune, marmorierte Grundfärbung, die durch weiße Flecke unterbrochen wird. Gelegentlich ist eine leicht rötlich braune Überstäubung vorhanden. Falter in der Türkei sind vorwiegend grau oder graubraun gefärbt. Besonders charakteristisch sind zwei weiße Fleckenbänder auf den Hinterflügeln, wobei das äußere kleiner und undeutlicher ist.

### Ei, Raupe, Puppe
Das gelblich gefärbte Ei ist mit feinen schrägen Riefen versehen. Die Raupen sind plump und dick, nur an den vordersten beiden Segmenten verjüngt. Sie sind von hellgrauer bis graublauer Farbe und mit feinen weißen Punkten übersät, die am Rücken und an den Seiten Längsstreifen bilden. Über den Füßen befindet sich ein gelblicher Streifen. Der ganze Körper einschließlich des Kopfes ist mit langen, dünnen, weißen Haaren bestückt. Die Puppe hat eine dunkelbraune Grundfärbung und ist von blauem Reif überzogen. Kopf und Hinterteil sind kurz und hell behaart. Der Kremaster ist stumpf, kegelförmig und mit einigen kleinen Haken versehen.

### Ähnliche Arten
- Der  ähnliche  Heilziest-Dickkopffalter (Carcharodes flocciferus) zeigt auf den Hinterflügeln weniger weiße Flecke.

## Vorkommen und Lebensraum
Die Tiere kommen von Nordafrika und Südeuropa ostwärts bis Vorderasien vor. Der Loreley-Dickkopffalter war in Deutschland sehr lokal am Mittelrhein zwischen Lorch und Sankt Goarshausen, also auch nahe der Loreley zu finden, was für die deutsche Namensgebung verantwortlich war, gilt aber als in Deutschland ausgestorben. In den Alpen steigt er bis auf 1500 Meter Höhe. Die Art lebt in warmen und sonnigen Gebieten, wie z. B. in Felsschluchten  oder auf trockenen Grashängen mit Sträuchern.

## Lebensweise
Die Falter fliegen überwiegend von Mai bis Juli an warmen Plätzen. Gelegentlich saugen insbesondere die Männchen an feuchten Bodenstellen. Die Weibchen legen die Eier einzeln auf die Blätter ihrer Futterpflanzen. Die jungen Raupen bauen sich einen Unterschlupf, indem sie ein Blatt auf einer Seite umschlagen und mit ihren Spinnfäden befestigen. Sie überwintern auch in einer Behausung aus dürren, zusammengezogenen Blättern und verpuppen sich im Frühjahr. Die Raupen ernähren sich von Ziesten (Stachys), vor allem von Aufrechtem Ziest (Stachys recta), Deutschem Ziest (Stachys germanica) und Acker-Ziest (Stachys arvensis).

## Gefährdung und Schutz
Der Loreley-Dickkopffalter kommt in Deutschland in Rheinland-Pfalz vor und wird auf der Roten Liste gefährdeter Arten in Kategorie 1 (vom Aussterben bedroht) geführt. In Hessen gilt er bereits als ausgestorben.